# Hortophora walesiana
Hortophora walesiana es una especie de araña araneomorfa del género Hortophora, familia Araneidae. Fue descrita científicamente por Karsch en 1878.
Habita en Australia (Australia Occidental, Territorio del Norte, Queensland, Nueva Gales del Sur).